# La forma in cui siamo
La forma in cui siamo (This Shape We're In) è un racconto lungo (novelette) di Jonathan Lethem pubblicato in volumetto negli Stati Uniti da McSweeney's nel 2000. In Italia è stato tradotto da Martina Testa per Minimum fax e incluso con altri due racconti e tre saggi notevoli nella raccolta italiana A ovest dell'inferno.
Questo racconto surreale, è la storia di un gruppetto di statunitensi qualsiasi che viaggiano in un enorme corpo, in cerca non si sa bene di cosa e quando alla fine la trovano, la sorpresa è raggelante e culmina nella domanda: "Perché i vecchi soldati non dovrebbero alzarsi dalle sedie da giardino e condurre pallidi giovani in battaglia?", che equivale a dire "perché i vecchi guerrieri della guerra fredda non dovrebbero portare i giovani statunitensi alla guerra?".